# 우지가미 신사

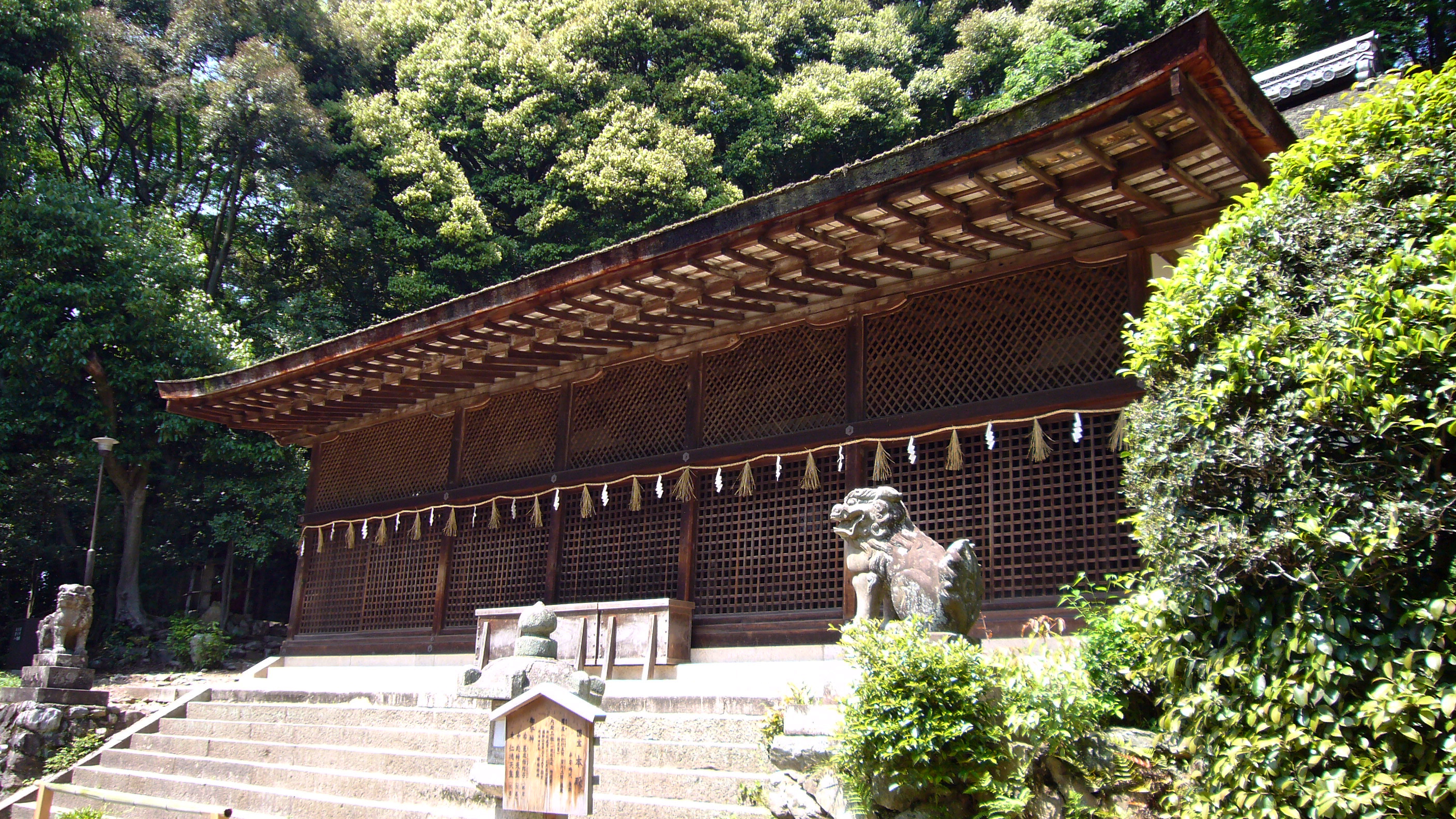
우지가미 신사

우지가미 신사(일본어: 宇治上神社 우지가미 진자[*])는 일본 교토부 우지시에 있는 신사이다. 1994년에 고도 교토의 문화재의 일부로써 유네스코 세계유산으로 지정되었다.
우지가미 신사는 연륜 연대학을 통해 일본에서 가장 오래된 신사임이 밝혀졌으며 1060년 경에 세워져 1052년에 세워진 뵤도인과 밀접한 관련이 있을 것으로 추정된다.

## 같이 보기
- 뵤도인